# Role, která ti je souzená
Role, která ti je souzená (v anglickém originále The Role You Were Born to Play) je pátá epizoda čtvrté série amerického hudebního televizního seriálu Glee a v celkovém pořadí sedmdesátá první epizoda seriálu. Scénář napsal Michael Hitchcock, režíroval ji Brad Falchuk a poprvé se vysílala ve Spojených státech dne 8. listopadu 2012 na televizním kanálu Fox. Tato epizoda obsahuje návrat Mercedes (Amber Riley) a Mika (Harry Shum mladší) a představení Blaka Jennera, výherce druhé řady reality show The Glee Project, v roli studenta Rydera Lynna.

## Příběh
Artie Abrams (Kevin McHale) najímá Finna Hudsona (Cory Monteith), který pracuje v obchodu s pneumatik svého nevlastního otce a má pocit totálního selhání, aby s ním spolurežíroval školní uvedení muzikálu Pomáda na McKinleyově střední. Blaine Anderson (Darren Criss) se účastní konkurzu na muzikál, ale po zazpívání písně "Hopelessly Devoted to You" se zhroutí a řekne, že nemůže hrát hlavní postavu Dannyho, protože je muzikál o lásce a jeho vztah s Kurtem byl zničen. Finn řekne Artiemu, že nebude režírovat, protože nebude vědět, co dělí, ale Artie mu prozradí, že přivolal pomoc ve formě absolventů Mercedes Jones (Amber Riley) a Mika Changa (Harry Shum mladší), kteří přicházejí a přidávají se k ním, aby pomohli při konkurzech.
Na dívčích toaletách se Marley Rose (Melissa Benoist) a Wade "Unique" Adams (Alex Newell) baví o muzikálu a Unique prozrazuje, že chce hrát ženskou roli Rizzo. Trenérka roztleskávaček Sue Sylvester (Jane Lynch) je uslyší a řekne Unique, že je chlapec a nemůže být obsazen jako žena. Marley brání Unique a později společně vystupují na konkurzu při duetu "Blow Me (One Last Kiss)". Když se je ptají na role, které chtějí hrát, tak Marley žádá roli Sandy a Unique roli Rizzo. Artie není nadšený ohledně obsazení Unique do role Rizzo, ale chválí hlas Unique a Finn ho tlačí k tomu, aby Unique obsadil.

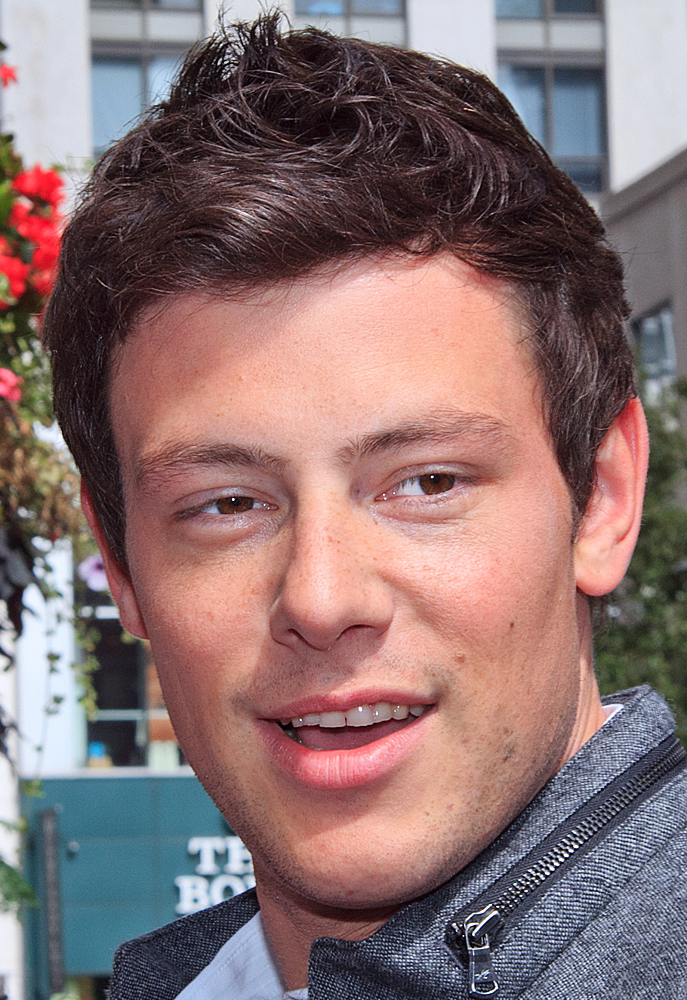
V této epizodě se Finn Hudson (Cory Monteith) stává po dobu Willovy nepřítomnosti dočasným vedoucím sboru

Bez Blaina není žádný dobrý kandidát do role Dannyho, protože Sam Evans (Chord Overstreet) chce raději hrát Kenickieho, Joe Hart (Samuel Larsen) si odmítá pro roli ostříhat své dredy a Jake Puckerman (Jacob Artist) se odmítá zúčastnit konkurzu. Artie připomene Finnovi, že i vedoucí sboru Will Schuester (Matthew Morrison) měl potíže s hledáním hlavního zpěváka pro New Directions, než našel Finna, což dává Finnovi myšlenku požádat trenérku Shannon Beiste (Dot-Marie Jones), jestli by některý z jejích fotbalistů mohl být vhodný kandidát pro muzikál. Ona navrhne Rydera Lynna (Blake Jenner), studenta druhého ročníku, který nedávno přišel na tuto školu. Finn přistupuje k Ryderovi, který bojuje se svým studijním prospěchem a přesvědčuje ho, že sbor by mu mohl pomoci zlepšit jeho studium. Ačkoliv o tom zpočátku pochybuje, tak se Ryder později setkává s Finnem v hale, kde zpívají improvizovaný duet "Juke Box Hero", ze kterého se stane Ryderova přijímací píseň.
Ryder se později představuje Marley, která se také ucházela o roli v muzikále a Jake, který pozoruje jejich setkání a navede ho Kitty Wilde (Becca Tobin), se rozhodne jít na konkurz. Ke zlosti Marley se Kitty také účastní a zpívá s Jakem duet "Everybody Talks", kde se chlubí svými tanečními schopnostmi. Režiséři se rozhodnou zavolat zpět Rydera a Jaka pro roli Dannyho a Marley a Kitty pro roli Sandy: Mercedes a Mike vedou všechny čtyři ke zpěvu a tanci písně "Born to Hand Jive", aby otestovali chemii mezi potenciálními páry.
Sue protestuje proti Finnovým plánům obsadit Unique jako Rizzo a žádá, aby do jeho rozhodnutí Will a ředitel Figgins (Iqbal Theba) zasáhli. Finn si stojí za svým rozhodnutím, ale rozhněvá Sue, když odkazuje na její dceru jako na "retardovanou". Sue se rozzuří, když zjistí, že i přes její námitky byla Unique obsazena jako Rizzo a ještě více, když se dozví, že Will požádal Finna při převzetí kontroly nad New Directions během tří měsíců jeho nepřítomnosti, když bude ve Washingtonu D.C. pracovat pro zlepšení celonárodní výuky umění na školách. Finn souhlasí, že převezme kontrolu nad sborem a je vydán seznam účinkujících pro muzikál. V hlavních rolích se objeví Ryder jako Danny, Marley jako Sandy, Jake jako Putzie a ke svému hněvu je Kitty obsazena jako Patty Simcox.
Will plánuje, že s ním pojede jeho snoubenka, školní výchovná poradkyně Emma Pillsbury (Jayma Mays), do Washingtonu, ale ona nechce a ti dva jdou na schůzku k trenérce Beiste, aby jim poradila. Emma souhlasí s tím, že Willa doprovodí, ale Beiste zjistí, že to nechce a později naléhá na Emmu, aby byla upřímná. Emma nakonec Willovi přizná, že chce zůstat a pracovat na McKinleyově střední a ti dva se dohodnou, že se během jeho nepřítomnosti budou vídat alespoň o víkendech a po jeho návratu se jednoho dne vezmou.

## Seznam písní
- "Hopelessly Devoted to You"
- "Blow Me (One Last Kiss)"
- "Juke Box Hero"
- "Everybody Talks"
- "Born to Hand Jive"

## Obsazení
| Chris Colfer      | Kurt Hummel           |
| Darren Criss      | Blaine Anderson       |
| Jane Lynch        | Sue Sylvester         |
| Kevin McHale      | Artie Abrams          |
| Lea Michele       | Rachel Berry          |
| Cory Monteith     | Finn Hudson           |
| Heather Morris    | Brittany Pierce       |
| Matthew Morrison  | William Schuester     |
| Chord Overstreet  | Sam Evans             |
| Amber Riley       | Mercedes Jones        |
| Naya Rivera       | Santana Lopez         |
| Mark Salling      | Noah „Puck“ Puckerman |
| Harry Shum mladší | Mike Chang            |
| Jenna Ushkowitz   | Tina Cohen-Chang      |